# Pugnochelifer amoenus
Pugnochelifer amoenus es una especie de arácnido del orden Pseudoscorpionida de la familia Cheliferidae.

## Distribución geográfica
Se encuentra en Florida y Louisiana en (Estados Unidos).